# Niccolò Coscia
Niccolò Paolo Andrea Coscia, né le 25 janvier 1682 à Pietradefusi, dans l'actuelle province d'Avellino, en Campanie, alors dans le royaume de Naples et mort le 8 février 1755 à Naples, est un cardinal italien des XVIIe et XVIIIe siècles.

## Biographie
Niccolò Coscia étudie à l'Université La Sapienza de Rome. Il est notamment secrétaire du cardinal Vicenzo Orsini, le futur Benoît XIII. En 1724, il est nommé archevêque titulaire de Trajanopolis (de) et en 1725 évêque coadjuteur  de Bénévent, où il succède à l'archevêque en 1730.
Le  pape, son ami Benoît XIII, lui laisse une trop grande liberté. Niccolò Coscia commet beaucoup d'abus financiers, qui ont comme résultat final la débâcle totale des finances du pape. Le pape Benoît XIII le crée cardinal lors du consistoire du 11 juin 1725. Coscia doit se réfugier à Rome après le décès du pape en 1730 et il doit démissionner de l'administration de son archidiocèse en 1731. Accusé d'extorsion, de contrefaçon et d'abus de confiance, il est condamné en 1733 à 10 ans de prison et d'excommunication et est interné au château Saint-Ange. Après la mort de Clément XII en 1740, il est libéré.
Le cardinal Coscia participe au conclave de 1730, à l'issue duquel Clément XII est élu pape et à celui de 1740 (élection de Benoît XIV). En 1742, il est absous de toutes les accusations et rétabli au cardinalat.

### Sources
- Fiche du cardinal sur le site fiu.edu